# ميس بيوندي
ميس بيوندي (الاسم العلمي:Celtis biondii) هو نوع من النباتات يتبع جنس الميس من الفصيلة القنبية.